# コンドルズ
コンドルズ（CONDORS）は、日本のコンテンポラリー・ダンスカンパニー。
男性のみ学ラン姿でダンス・映像（動画）・コントなどを展開。国内では、ダンスカンパニーとしては異例の渋谷公会堂で公演を行い、チケットを即完させた。海外公演も精力的に行っており、北米、中南米、東南アジア、中華人民共和国、大韓民国など20ヶ国以上での公演をしている。NY公演ではニューヨーク・タイムズ紙に「日本のモンティパイソン」と称賛された。
また、コンドルズ軽音楽部（THE CONDORS）が存在し、ライブハウス等で活動している。2006年（平成18年）7月26日には『真夏帝国』でメジャーデビューする。現在ストライクに改名し、渋谷O-WEST等でライブ活動をしている。2009年（平成21年）に人形劇のみの公演「コンど〜るズ」、2011年（平成23年）にダンスに特化したコンドルズ別動隊『暁』を開始した。
主宰は近藤良平。コンドルズとしての舞台活動は1996年（平成8年）から本格化した。2006年（平成18年）にはマネジメント事務所としてROCK STAR有限会社を設立。勝山康晴が取締役社長を務めている。
近藤良平はコンテンポラリー・ダンスの普及に努めており、レギュラーでセッションハウス、青山ダンシングスクエアでクラスを持つ。セッションハウスではリンゴ企画の現場監督をしており、山口夏絵、徳永梓、浜中則江、草野千裕、森尚子等が学び山羊グループとして参加する。

## メンバー
- 近藤良平（主宰）
- 青田潤一
- 石渕聡
- オクダサトシ
- 勝山康晴
- 香取直登
- 鎌倉道彦
- ぎたろー（新人）
- 黒須育海
- 古賀剛
- 小林顕作
- ジントク
- スズキ拓朗
- 田中たつろう
- 橋爪利博
- 平原慎太郎
- 藤田善宏
- 安田有吾
- 山本光二郎

### 過去に出演していたメンバー
- 今津雅晴
- 大塚啓一
- 楠田健造
- たこいまこと
- 長塚圭史
- 高橋裕行

## 出演作品

### 舞台公演
- 太陽にくちづけ1（1996年）
- 太陽にくちづけ2 NYより愛をこめて（1997年）
- 太陽にくちづけ3 東京炎上 （1997年）
- 太陽にくちづけ4　サタデーナイトフィーバー（1998年）
- コンドルズ危機一髪　PART1 ロープ（1998年）
- コンドルズ危機一髪　PART2 道（1998年）
- コンドルズ危機一髪　PART3 めまい（1998年）
- 太陽にくちづけV ビューティフルサンデー（1999年）
- 太陽系征服計画PART 1 木星（1999年）
- コンドルズ危機一髪 PART4 駅馬車（1999年）
- 2000年ヴァージン（1999年）
- Conquest of the Galaxy : Jupiter（2000年、ニューヨーク公演）
- Spring Man〜春男（2000年）
- ハートに火をつけて（2000年）
- ハートに火をつけて My Homerun Special（2000年）
- 2001年ダーリン（2000年）
- OVER THE RAINBOW（2001年）
- Love You Live Tour '01（2001年、ニューヨーク/ロサンゼルス公演）
- A列車で行こう（2001年、東京/香港）
- 大航海時代（2001年、高松公演）
- 2002年ガガーリン（2001年）
- Love You Live Tour '02（2002年、フィラデルフィア/ポートランド公演）
- THE GREAT ESCAPE（2002年）
- 有頂天時代突入（2002年）
- 2003年サーフィン（2002年）
- アジア・オーストラリア環太平洋ツアー（2003年）
- Get In The RIng（2003年）
- Stardust Memory （2003年）
- 大興奮時代（2003年）
- 2004年ターザン（2003年）
- ラテン・アメリカツアー（2004年）
- 沈黙の春（2004年）
- CONDORS 009　第一章 009は二度死ぬ（2004年）
- Big Wednesday（2004年）
- 愛知万博プレイベント「森の中のパレード〜音楽が踊る・ダンスが聴こえる〜」（2004年）
- 2005年アーメン（2004年）
- LET'S GO CRAZY TOUR 2005（2005年）
- JUPITER（2005年）
- JUPITER ENCORE（2005年）
- THE CONDORSワンマンライブ 第壱弾「スタア☆誕生」（2005年）
- TOP OF THE WORLD（2005年）
- 茅野スペシャル公演2005秋「大奮発時代」（2005年）
- THE CONDORSワンマンライブ 第弐弾「セカンド☆インパクト」（2005年）
- 宮崎スペシャル公演「剛速球時代」（2005年）
- 2006年ベルリン（2005年）
- THE CONDORSワンマンライブ 第参弾「アストロ★ボーイ」（2006年）
- 日本縦断ツアー仙台特別版「TOP OF THE WORLD 独眼竜スペシャル」（2006年）
- THE CONDORS関西ファーストライブ「ヴァージン★ショック」（2006年）
- 勝利への脱出、勝利への脱出 SHUFFLE（2006年）
- THE CONDORSライブ「GO★WEST」（2006年）
- GALA Obirin2006招待公演「桜開花時代」（2006年）
- 国際交流基金主催・日比有効50周年記念イベント (2006年、マニラ)
- コンドルズ 日本縦断黄金郷ツアー2006 「ELDORADO〜New Best of Condors」（2006年）
- THE CONDORS　メジャーデビュー・ワンマンライブ「帝国の逆襲」（大阪）、「ニュー・キネマ・パラダイス」（東京） (2006年)
- ダンストリエンナーレTOKYO 2006 (2006年)
- コンドルズ新潟スペシャル公演第弐弾[ELDORADO〜New Best of Condors] (2006年)
- 2007年メルヘン (2006年)
- コンドルズヨーロッパツアー2007 (2007年、ロンドン/パリ/ローマ公演)
- 太陽にくちづけ7　バック･トゥ･ザ･フューチャー　(2007年)
- 「ELDORADO」NHKシアターコレクション(2008年2月）
- 「UFO」(2008年2月／青山円形劇場）
- 「ELDORADO」ブラジルツアー(2008年3月)
- 埼玉スペシャル公演2008「大いなる幻影」(2008年5月/彩の国さいたま芸術劇場)
- 日本縦断ツアー2008　UNTOUCHABLES〜アンタッチャブル(2008年11月)
- 2009年アインシュタイン(2008年12月)
- コンドルズ「ラストワルツ」(2008年12月31日/新宿・シアターアプル）シアターアプル閉館前最後の公演。
- NODA・MAP 第14回公演「パイパー」出演／振付(2009年2月/シアターコクーン)近藤、藤田、山本、鎌倉、オクダ、橋爪が出演。
- アジアツアー「Conquest of the Galaxy ： MARS」(2009年　クアラルンプール・シンガポール)
- 静岡静岡スペシャル公演 第弐弾「RED!」(2009年3月/静岡市民文化会館)
- 福井スペシャル公演 第弐弾「PINK!」(2009年3月/福井市文化会館)
- イムズ20周年記念パーティー「ハタチの恋人」(2009年4月/イムズホール)
- jealkb×コンドルズ『B.L. 〜Ballad of Lip〜』(2009年4月/サンシャイン劇場)
- 「白と黒のナイフ」(2009年5月/彩の国さいたま芸術劇場)
- 日本縦断大転生ツアー2009[NINE LIVES](2009年8月)
- コンど〜るズ 第1回人形劇公演「わたしはあなたの人形じゃない（仮）」(2009年11月)
- 岐阜可児スペシャル公演2009「GREEN!」(2009年12月/可児市文化創造センター)
- 京都スペシャル公演第拾壱弾 『2010年ダーウィン』(2009年12月)
- 「狼たちの午後〜Hungry Like a Wolf〜」(2010年3月/世田谷パブリックシアター)
- 日本縦断大蒼天ツアー[SKY with DIAMOND]（2010年8月）
- コンど〜るズ 第2回人形劇公演「わたしはあなたのくるみ割り人形じゃない（仮）」(2010年11月)
- 京都スペシャル公演第拾弐弾 『2011年メルヘン』(2010年12月)
- 埼玉スペシャル公演2011 「LONG VACATION」(2011年1月/彩の国さいたま芸術劇場)
- コンドルズ 日本縦断大連勝ツアー2011「GRANDSLAM」（2011年8月〜10月）
- コンど〜るズ 第三回公演「わたしはあなたの空気人形じゃない」（超仮）（2011年10月）
- コンドルズ独立機動部隊「暁〜AKATZKI〜」作戦行動〇〇一.〇一　ディレクターズカット版(2011年10月･11月)
- 京都スペシャル公演第拾参弾 『2012年エンジン』(2011年12月/アートコンプレックス1928)
- 埼玉スペシャル公演2012「12年の怒れる男」(2012年1月/彩の国さいたま芸術劇場)
- コンドルズ独立機動部隊「暁〜AKATZKI〜」作戦行動〇〇弐.〇弐　ディレクターズカット版(2012年10月･12月)
- コンドルズ 日本縦断大連勝ツアー2012「GRANDSLAM」(2012年11月〜12月)
- コンど〜るズ 第四回公演 tour 2013新春 「〜わたしはあなたの着せ替え人形じゃない〜」(2013年1月)
- コンドルズの遊育計画（2014年10月25日/新宿文化センター）[1]
- コンドルズの遊育計画2015（2015年10月31日/新宿文化センター）
- コンドルズ20周年記念日本縦断大感謝ツアー2016「20th Century Boy」(2016年8月 - 11月)
- 20周年記念超特別企画「コンドルズ成人式」（2016年10月10日/神楽坂セッションハウス）
- コンドルズの遊育計画2016（2016年10月29日/新宿文化センター）
- コンドルズ20周年記念東京大阪限定公演 MerryＸmas2016＆HappyNewYear2017「20th Century Toy」(2016年12月 - 2017年1月)
- パルテノン多摩ダンスコレクション2023 コンドルズ『ブリリアント』（2023年10月）[2]
- コンドルズ 徳島スペシャル公演2024『POP LIFE』（2024年2月）[3]
- コンドルズ 埼玉公演2024『Here Comes The Sun』（2024年6月）[4]
- コンドルズ 福岡スペシャル公演2024『NEVER MIND』（2024年12月）[5]
- コンドルズ埼玉公演2025新作『BORN TO RUN』（2025年6月）[6]

### テレビ
- 情熱大陸 （毎日放送）
- トップランナー （NHK総合）
- からだであそぼ （NHK教育）
- サラリーマンNEO （NHK総合）「テレビ サラリーマン体操」で不定期に出演。
- 連続テレビ小説「てっぱん」（NHK総合）近藤がタイトルバックのてっぱんダンスの振り付けを担当。月曜日のタイトルバックには本人が踊る映像も含まれている。
- 第61回NHK紅白歌合戦（NHK総合・ラジオ第1）川中美幸のバックダンサーとして出演。
- 2011 FNS歌謡祭（フジテレビ）郷ひろみのバックダンサーとして出演。
- Beポンキッキ （BSフジ）「みんなでセブン」で不定期に出演。
- 「登山体操 山登りずむ」おてほん動画（NHK新潟）[7]

### CM
- 東京サマーランド (2006年)
- サントリー BOSSシルキーブラック (2009年 - ) - 近藤、鎌倉、藤田が出演

### ラジオ
- InterFM「Condors Radio Breaker」（2005年4月10日 - 2005年9月金曜日23:00-23:30）
- ニッポン放送「コンドルズ勝山康晴のオールナイトニッポン」（2005年9月11日）
- ニッポン放送「近藤良平のオールナイトニッポン」（2005年11月20日）
- JFNC「WANTED!」（2006年4月6日 - 2007年3月水曜日担当）
- 文化放送「コンドルズ 踊る!熱帯性会議!!」（2007年10月3日 - 2007年10月水曜日21:00-21:30
- INTER FM「CONDORS NG」(2009年5月3日 - 2010年5月30日 毎週日曜午後11時)